# Епархия Кашито
Епархия Кашито (лат. Dioecesis Caxitonensis) — епархия Римско-Католической церкви с центром в городе Кашито, Ангола. Епархия Кашито входит в митрополию Луанды. Кафедральным собором епархии Кашито является церковь святой Анны.

## История
6 июня 2007 года Бенедикт XVI издал буллу «Caritas Christi», которой учредил епархию Кашито, выделив её из архиепархии Луанды.

## Ординарии епархии
- епископ António Francisco Jaca S.V.D. (6.06.2007 — по настоящее время).

## Источник
- Annuario Pontificio, Libreria Editrice Vaticana, Città del Vaticano, 2007, ISBN 88-209-7422-3
- Булла Caritas Christi, AAS 99 (2007), стр. 584  (лат.)
- Объявление об учреждении епархии (недоступная ссылка)  (итал.)